# Ya no basta con rezar
Ya no basta con rezar es una película chilena realizada en enero de 1972 por el director Aldo Francia. Fue estrenada en el Festival de Cannes el 9 de mayo de 1973, y posteriormente en Hungría el 25 de abril de 1974.

## Argumento
El film cuenta la historia de un sacerdote enfrentado a la pobreza y desórdenes sociales que sucedieron en el marco del gobierno de Eduardo Frei Montalva. El protagonista, el Padre Jaime, debe luchar constantemente entre su obediencia a la jerarquía de la Iglesia y sus deseos de tomar un papel más activo en la revolución obrera que se está planeando en el puerto de Valparaíso en 1967.
El afiche promocional de la película fue bastante controvertido, dado que muestra a un sacerdote empuñando la mano izquierda y a punto de lanzar una piedra con la otra mano. Incluso hoy en día se pueden ver reproducciones del cartel en esténciles y grafitis callejeros en Santiago.

## Premios
- Colón de Oro del Público al Mejor Largometraje del Festival de Cine Iberoamericano de Huelva, España, 1975.[8]

## Reparto
- Marcelo Romo: Padre Jaime, el sacerdote.
- Tennyson Ferrada: Justo.
- Leonardo Perucci: Gabriel.
- Claudia Paz: la mujer.
- Rubén Sotoconil
- Osvaldo "Gitano" Rodríguez: él mismo.